# Estetyka usterki
Estetyka usterki - kierunek w muzyce postmodernistycznej negujący potrzebę opanowania warsztatu i perfekcji. Polega na imitowaniu dawnych brzmień - z trzaskami płyt winylowych, czy przeskakiwaniem igły. Akceptuje efekty uważane za błędy w reżyserii dźwięku (np. wadliwy montaż). W wykonawstwie polega na zamierzonej niedbałości w odczytywaniu zapisu kompozytora, będąc prowokacyjnym sprzeciwem wobec tradycyjnego przekonania o tym, że wykonawca winien wiernie odtwarzać partyturę. Głównym źródłem kontrowersji, którą budzi ten kierunek, jest niemożność stwierdzenia, w jakim stopniu takie działanie jest prowokacją, a w jakim – efektem braków warsztatowych, które tłumaczy się dorobioną do nich ideologią. 